# 1001 Spikes
Aban Hawkins & the 1001 Spikes: The Temple of the Dead Mourns the Living, oder kurz geläufiger als 1001 Spikes, ist ein Jump ’n’ Run von 8bits Fanatics. Es erschien 2014 für 3DS, Linux, Windows, Mac OS, PlayStation Vita, PlayStation 4, Wii U und Xbox One.

## Beschreibung
Das Spiel orientiert sich grafisch am Design der 8bit-Spielkonsolen, wie dem Nintendo Entertainment Systems. Der Spieler schlüpft in die Rolle von Aban Hawkins, der auf der Suche nach seinem verschollenen Vater im Stil von Indiana Jones durch antike Kultstätten und andere gefährliche Szenerien reist. Ziel ist es, innerhalb des Levels einen Schlüssel zu finden, der die Passage zum nächsten Level eröffnet. Wie in Jump ’n’ Runs üblich müssen Gegner umgangen oder ausgeschaltet und Hindernisse übersprungen werden. Gelingt dies nicht, stirbt die Spielfigur und der Level muss erneut begonnen werden. Merkmal ist der sehr hohe Schwierigkeitsgrad, der ein wenig dadurch kompensiert wird, dass der Spieler 1001 Leben für seine Spielfigur erhält. Sind alle 1001 Leben aufgebraucht, kommt es zum endgültigen Game Over. Das Spiel kann wahlweise auch kooperativ gespielt werden, wobei nicht alle Fassungen den Mehrspieler-Modus beinhalten.

## Rezeption
Das Spiel erhielt mehrheitlich positive Bewertungen.

„Wer kein dickes Fell hat, macht lieber einen großen Bogen um 1001 Spikes. Der Retro-Plattformer gibt uns nicht umsonst über tausend Leben. Jedes Level wird zur Geduldsprobe und fordert mir nicht nur Fingergeschick sondern auch eine gehörige Portion Gehirnschmalz ab. Wenn ich dann aber endlich das Ziel nach gefühlt 100 Toden erreiche, ist die Erleichterung groß und ein riesige Portion Stolz macht sich in der Brust breit. Dann kommt der nächste Level und zerstört alles. Aber da bin ich schon längst der Hamster im Rad.“

„Maybe retro-style indie games are getting a bit long in the tooth, but 1001 Spikes is an example of the format done right: It harnesses that old-school look for a reason and focuses in on a single design concept with obsessive clarity. Developer 8bit Fanatics really gets what made the best classic games great, and manages to make a hateful, hurtful game into addictive fun.“

„Vielleicht sind Indie-Spiele im Retro-Stil etwas in die Jahre gekommen, aber 1001 Spikes ist ein Beispiel dafür, dass dieses Format richtig gemacht ist: Es nutzt den Old-School-Look aus gutem Grund und konzentriert sich mit obsessiver Klarheit auf ein einziges Designkonzept. Entwickler 8bit Fanatics hat wirklich verstanden, was die besten klassischen Spiele großartig gemacht hat, und schafft es, aus einem hasserfüllten, schmerzhaftem Spiel einen süchtig machenden Spaß zu machen.“